# Rydzewo (gromada w powiecie grajewskim)
Rydzewo – dawna gromada, czyli najmniejsza jednostka podziału terytorialnego Polskiej Rzeczypospolitej Ludowej w latach 1954–1972.
Gromady, z gromadzkimi radami narodowymi (GRN) jako organami władzy najniższego stopnia na wsi, funkcjonowały od reformy reorganizującej administrację wiejską przeprowadzonej jesienią 1954 do momentu ich zniesienia z dniem 1 stycznia 1973, tym samym wypierając organizację gminną w latach 1954–1972.
Gromadę Rydzewo z siedzibą GRN w Rydzewie utworzono – jako jedną z 8759 gromad – w powiecie grajewskim w woj. białostockim, na mocy uchwały nr 15/V WRN w Białymstoku z dnia 4 października 1954. W skład jednostki weszły obszary dotychczasowych gromad Rydzewo, Kosówka, Bukowo, Karwowo, Kołaki, Miecze, Przestrzele i Wólka Piotrowska oraz wsie Dziarniki i Wólka Mała z dotychczasowej gromady Sikora ze zniesionej gminy Bełda w tymże powiecie. Dla gromady ustalono 12 członków gromadzkiej rady narodowej.
Gromadę Rydzewo zniesiono 31 grudnia 1961, a jej obszar włączono do gromady Bełda.